# قائمة أعلام النمسا
هذه قائمة الأعلام المستخدمة في النمسا. للمزيد من المعلومات حول العلم الوطني، انظر مقالة علم النمسا.

## العلم الوطني
| علم | تاريخ               | استخدام                                            | وصف |
| --- | ------------------- | -------------------------------------------------- | --- |
|     | 1230–1700 1945–الآن | العلم الوطني والراية المدنية                       | يحتوي العلم على ثلاث شرائط أفقية من اللونين الأحمر (في الأعلى والأسفل) والأبيض (في المنتصف).              |
|     | 1955–1975 1975–الآن | علم الدولة وعلم الحرب وراية الدولة والراية البحرية | ثلاث شرائط أفقية من اللونين الأحمر (في الأعلى والأسفل) والأبيض (في المنتصف) بوجود شعار النبالة في المنتصف |

## الولايات
| علم مدني | علم الولاية | الولاية       | سنة الاعتماد | وصف |
| -------- | ----------- | ------------- | ------------ | --- |
|          |             | بورغنلاند     | 1971         | شريطتان متساويتان في العرض باللونين الأحمر والأصفر (بوجود شعار الولاية في منتصف علم الولاية)           |
|          |             | كيرنتن        | 1946         | ثلاث شرائط متساوية في العرض من ألوان الأصفر والأحمر والأبيض (بوجود شعار الولاية في منتصف علم الولاية). |
|          |             | النمسا السفلى | 1954         | شريطتان متساويتان في العرض من اللونين الأزرق والأصفر (بوجود شعار الولاية في منتصف علم الولاية).        |
|          |             | سالزبورغ      | 1921         | شريطتان متساويتان في العرض من اللونين الأحمر والأبيض (بوجود شعار الولاية في منتصف علم الولاية).        |
|          |             | شتايرمارك     | 1960         | شريطتان متساويتان في العرض من اللونين الأبيض والأخضر (بوجود شعار الولاية في منتصف علم الولاية).        |
|          |             | تيرول         | 1945         | شريطتان متساويتان في العرض من اللونين الأبيض والأحمر (بوجود شعار الولاية في منتصف علم الولاية).        |
|          |             | النمسا العليا | 1949         | شريطتان متساويتان في العرض من اللونين الأبيض والأحمر (بوجود شعار الولاية في منتصف علم الولاية).        |
|          |             | فيينا         |              | شريطتان متساويتان في العرض من اللونين الأحمر والأبيض (بوجود شعار الولاية في منتصف علم الولاية).        |
|          |             | فورارلبرغ     |              | شريطتان متساويتان في العرض من اللونين الأحمر والأبيض (بوجود شعار الولاية في منتصف علم الولاية).        |

## رايات حالية
| علم | تاريخ | استخدام                                            | وصف                                                        |
| --- | ----- | -------------------------------------------------- | ---------------------------------------------------------- |
|     |       | سارية لعضو من الحكومة الاتحادية أو الرئيس الاتحادي | تستخدم فقط في مناسبات الجيش (خارج نطاق الاستعمال منذ 1984) |
|     |       | سارية للواء من القوات المسلحة النمساوية            |                                                            |

## أعلام ورايات تاريخية
| علم | تاريخ                | استخدام                                    | وصف |
| --- | -------------------- | ------------------------------------------ | --- |
|     | 1815–أواخر القرن 19  | سارية الإمبراطور                           | |
|     | أواخر القرن 19– 1915 | سارية الإمبراطور                           | |
|     | 1915–1918            | سارية الإمبراطور                           | |
|     | 18th century–1918    | علم ملكية هابسبورغ و‌الإمبراطورية النمساوية | علم ملكية هابسبورغ، وأيضًا علم الإمبراطورية النمساوية، من التسوية النمساوية المجرية علم سيسليثانيا النمسا. أحيانًا يستخدم على أنه علم وطني غير رسمي للإمبراطورية النمساوية المجرية |
|     | 1786–1915            | راية بحرية، راية تجارية (حتى 1869)         | |
|     | 1869–1918            | راية تجارية للإمبراطورية النمساوية المجرية | |
|     | 1915–1918            | راية بحرية غير مُنفَّذة                       | صُنِعت بأمر من الإمبراطور فرانتس يوزف الأول في 1915 ولكنها لم ترفعها البحرية رسميًا أبدًا.                                                                                           |
|     | 1934–1938            | علم الدولة للنمسا الاتحادية                | علم الدولة للنمسا واِعتُمِد في 1934 واِستُخدِم حتى اتحدت النمسا مع ألمانيا في 1938 وحتى 1945. هذا العلم قد اِستُخدِم أثناء نظام حكم جبهة الوطن بنظام الحزب الواحد.                        |
|     | 1934–1938            | علم جبهة الوطن                             | أُعلن أن العلم "مكافئًا لعلم الدولة" أثناء حكم الحزب الواحد لجبهة الوطن. |